# Église Santa Maria del Soccorso all'Arenella
L'église Santa Maria del Soccorso all'Arenella (Sainte-Marie-du-Secours) est une église de Naples située dans le quartier de l'Arenella.

## Histoire et description

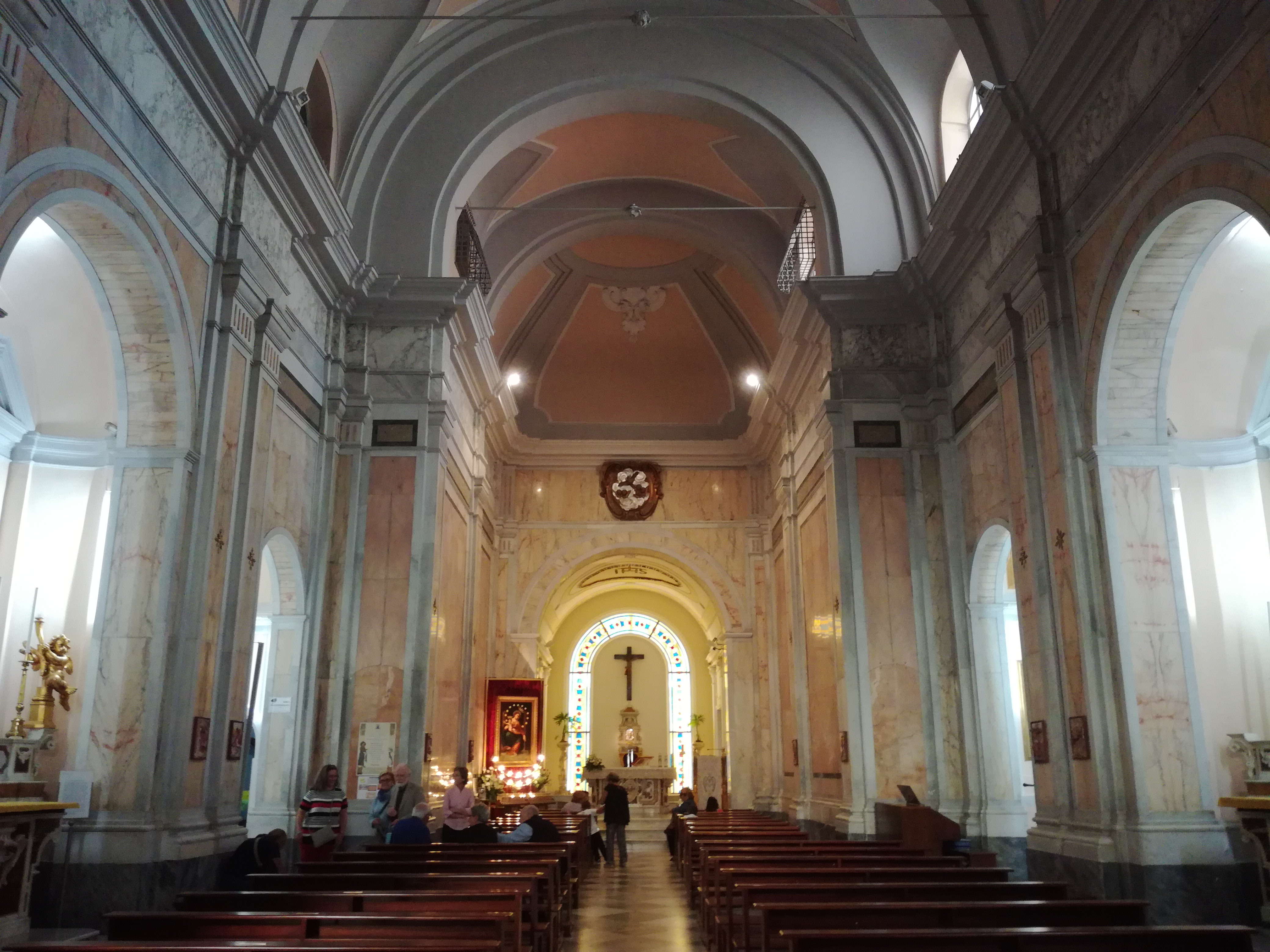
Intérieur de l'église.

L'église, qui se trouve près de la maison natale de Salvator Rosa, est consacrée en 1607, mais rien ne reste de la structure originale, car l'église est reconstruite au XVIIIe siècle et remaniée dans les années 1970.
La façade remonte au XVIIIe siècle, ainsi que le vestibule, les stucs de la voûte et des chapelles, tandis que l'abside et le revêtement de marbre datent des années 1970.
À l'intérieur, un des éléments les plus remarquables est la fresque de la partie supérieure de la contre-façade, datant du XVIIIe siècle et du pinceau d'un peintre inconnu. Elle représente Sainte Monique et Saint Augustin. Il faut aussi distinguer le tableau de Salvatore Mollo dans la première chapelle de droite figurant Tobie et l'Ange. La première chapelle de gauche possède un tableau de Raffaele Spano représentant La Vierge et les âmes du purgatoire. 
Le maître-autel de marbre a été démembré à cause des mesures prises au lendemain du Concile Vatican II.

## Source de la traduction
- (it) Cet article est partiellement ou en totalité issu de l’article de Wikipédia en italien intitulé « Chiesa di Santa Maria del Soccorso all'Arenella » (voir la liste des auteurs).